# NGC 4214
NGC 4214 (NGC 4228) je nepravilna galaktika u zviježđu Lovačkim psima. Naknadno je utvrđeno da je NGC 4228 ista galaktika.

## Vanjske poveznice
- (eng.) SEDS: NGC 4214
- (eng.) Revidirani Novi opći katalog
- (eng.) Izvangalaktička baza podataka NASA-e i IPAC-a
- (eng.) Astronomska baza podataka SIMBAD
- (eng.) VizieR